# Barcelona WCT 1976
Il Barcelona WCT 1976 è stato un torneo di tennis giocato sul sintetico indoor. È stata la 3ª edizione del Barcelona WCT, che fa parte del World Championship Tennis 1976. Si è giocato a Barcellona in Spagna, dal 2 al 7 febbraio 1976.

## Campioni

### Singolare
Eddie Dibbs ha battuto in finale  Cliff Drysdale con il punteggio di 6–1 6–1

### Doppio
Robert Lutz /  Stan Smith hanno battuto in finale  Wojciech Fibak /  Karl Meiler con il punteggio di 6–3, 6–3